# Oranger Gebirgs-Milchling
Der Gelbe oder Orange Gebirgs-Milchling (Lactarius alpinus) ist eine Pilzart aus der Familie der Täublingsverwandten (Russulaceae). Es ist ein kleiner, orangegelb bis -ocker gefärbter Milchling, der scharf schmeckt und eine weiße, unveränderliche, scharfe Milch hat. Der Milchling wächst im Alpenraum unter Grünerlen.

## Merkmale

### Makroskopische Merkmale
Der 1–4 cm breite Hut ist jung flach gewölbt und trägt in der Mitte bisweilen einen kleinen Buckel. Schon bald ist der Hut abgeflacht, in der Mitte niedergedrückt und am Rand etwas verbogen. Die matte, jung samtig-kleiige Oberfläche kann im Alter fein körnig aufreißen. Ältere Fruchtkörper haben oft eine fein angedrückte, flockig-schuppige Huthaut. Der Hut ist orangegelb bis orangeocker gefärbt, der Rand jung eingebogen und später glatt und scharf. Mitunter kann der Rand schwach gerieft sein.
Die jung weißlichen, später hell orangeocker gefärbten Lamellen sind breit angewachsen oder laufen etwas am Stiel herab. Sie sind bisweilen vereinzelt gegabelt.
Der mehr oder weniger zylindrische Stiel ist 1,5–3,5 (5) cm lang und 0,4–0,8 cm breit. Das Stielinnere ist anfangs voll und später eng ausgehöhlt. Die Oberfläche ist glatt, hell orangegelb gefärbt und jung weißlich bereift.
Das hell cremefarbene und unter der Huthaut orangegelbe Fleisch ist ganz frisch nahezu geruchlos, später kann es schwach fruchtig riechen. Es schmeckt, wie die weiße, unveränderliche Milch, scharf.

### Mikroskopische Merkmale
Die rundlichen bis elliptischen Sporen sind 8,2–10,1 µm lang und 6,5–8,1 µm breit. Der Q-Wert (Quotient aus Sporenlänge und -breite) ist 1,1–1,3. Das Sporenornament wird bis 1 µm hoch und besteht aus wenigen, einzelnen Warzen und aus stellenweise zebrastreifenartig angeordneten Rippen, die kaum netzartig verbunden sind.
Die keuligen, viersporigen Basidien sind 45–60 µm lang und 10–14 µm breit. Die zahlreichen, spindeligen Cheilomakrozystiden messen 35–75 × 7–10 µm. Auch die 70–110 µm langen und 9–10 µm breiten Pleuromakrozystiden sind spindelig und zahlreich.
Die Huthaut (Pileipellis) besteht aus verflochtenen, meist aufsteigenden, 2–3,5 µm breiten Hyphen, die stark gelatinisiert sind.

## Artabgrenzung
Der Milchling könnte leicht mit dem Weiden-Milchling (Lactarius salicis-herbaceae) verwechselt werden, allerdings wächst dieser nicht bei Grünerlen, sondern bei Zwergweiden (Salix herbacea). Außerdem hat der Gebirgs-Milchling bei Feuchtigkeit einen schmierigen Hut und seine weiße, scharfe Milch bleibt an der Luft unveränderlich, während sich die des Weiden-Milchlings nach einigen Minuten schwach lila verfärbt.

## Ökologie und Verbreitung

Verbreitung des Orangen Gebirgs-Milchlings in Europa.
Legende:
grün = Länder mit Fundmeldungen
weiß = Länder ohne Nachweise
hellgrau = keine Daten
dunkelgrau = außereuropäische Länder.

Der Ockergelbe Gebirgs-Milchling wurde in Nordamerika (USA, Kanada) und Europa nachgewiesen. In Europa ist der seltene Milchling wohl nur in den Alpen verbreitet. Dort kann man ihn einzeln oder gesellig unter Grünerlen finden. Die Fruchtkörper erscheinen von Sommer bis Herbst.

## Systematik
Der Milchling wurde von C.H.Peck auf den Gipfeln der Adirondacks gesammelt und 1875 erstmals als Lactarius alpinus beschrieben. Lactifluus alpinus (Peck) Kuntze (1891) gilt als nomenklatorisches Synonym. Weitere taxonomische Synonyme sind L. pusillus Bres., (1929), L. subalpinus Kühner, (1928), L. kuehneri Joss., (1952) und L. alpigenes Kühner, (1953). Das lateinische Artattribut (Epitheton) alpinus, bezieht sich auf das typischerweise alpine Habitat des Milchlings.

### Infragenerische Systematik
Der Milchling wird von M.Basso in die Sektion Colorati gestellt, die selbst innerhalb der Untergattung Russularia steht. Die Vertreter der Untersektion haben trockene, mehr oder weniger schuppige bis filzige Hüte. Die Milch ist weiß oder wässrig und an der Luft unveränderlich. Die Sporen sind mehr oder weniger netzig ornamentiert.

## Bedeutung
Der Milchling gilt als ungenießbar.